# Artix Linux
Artix Linux ist eine ressourcenschonende, auf Arch Linux basierende Linux-Distribution, deren Besonderheit der Verzicht auf systemd ist. Stattdessen werden mit OpenRC, runit, s6, oder Dinit als init Alternativen für die Steuerung von Systemdiensten angeboten.

## Entwicklung
Das Projekt gilt als geistiger Nachfolger von Arch-openrc und Manjaro-openrc. Für den Desktop konnte anfangs zwischen dem i3- oder dem LXQt-Fenstermanager gewählt werden. Später wurde dies um LXDE, Mate, Cinnamon, KDE Plasma 5 oder Xfce ergänzt.

## Besonderheiten
Das System ist um systemd und deren Komponenten bereinigt. Dabei werden sowohl zyklische als auch rolling release Versionen des Installationsmediums angeboten. Der Verzicht auf das komplexe systemd wird in Hinblick auf das KISS-Prinzip gerechtfertigt. Die Entfernung sei aufgrund der engen Verzahnung im Linux Ökosystem jedoch selbst ein komplexes Unterfangen. Die Installation erfolgt mittels des Calamares-Installers. Die textbasierte Installation verwendet leicht andere Kommandos als die von Arch Linux. Artix setzt auf eigene Paketquellen.